# Arndt Heinrich von Fahrensbach
Arndt Heinrich von Fahrensbach, auch Arend, Arnd oder Arend Henrik († vor 27. Januar 1615) war schwedischer Leutnant sowie Erbherr auf Walck, Pallal und Kosch.

## Leben
Arndt stammte aus der deutsch-baltischen Familie Fahrensbach. Er war Sohn des Reinold von Fahrensbach zu Walck und der Anna von Taube a.d.H. Maydel. Er stand als Offizier in schwedischen Diensten. Arndt Heinrich von Fahrensbach war zweimal vermählt. Zuerst mit Magdalena von Uexküll a.d.H. Kosch, dann mit Elisabeth von Taube a.d.H. Sage († 1654). Aus jeder Ehe ist je eine Tochter bekannt.
Er war der letzte Fahrensbach, welcher auf Walck begütert war, mit ihm starb das Haus nach ca. 200-jährigem Bestehen aus. Am 24. Juni 1621 wurde in Reval sein Erbe verteilt. Das Gut Walck ging auf seinen Schwiegersohn Jürgen von Wrangel über, das Gut Pallal in Harrien wurde an Johann De la Gardie verkauft.